# Historia kolei we Francji

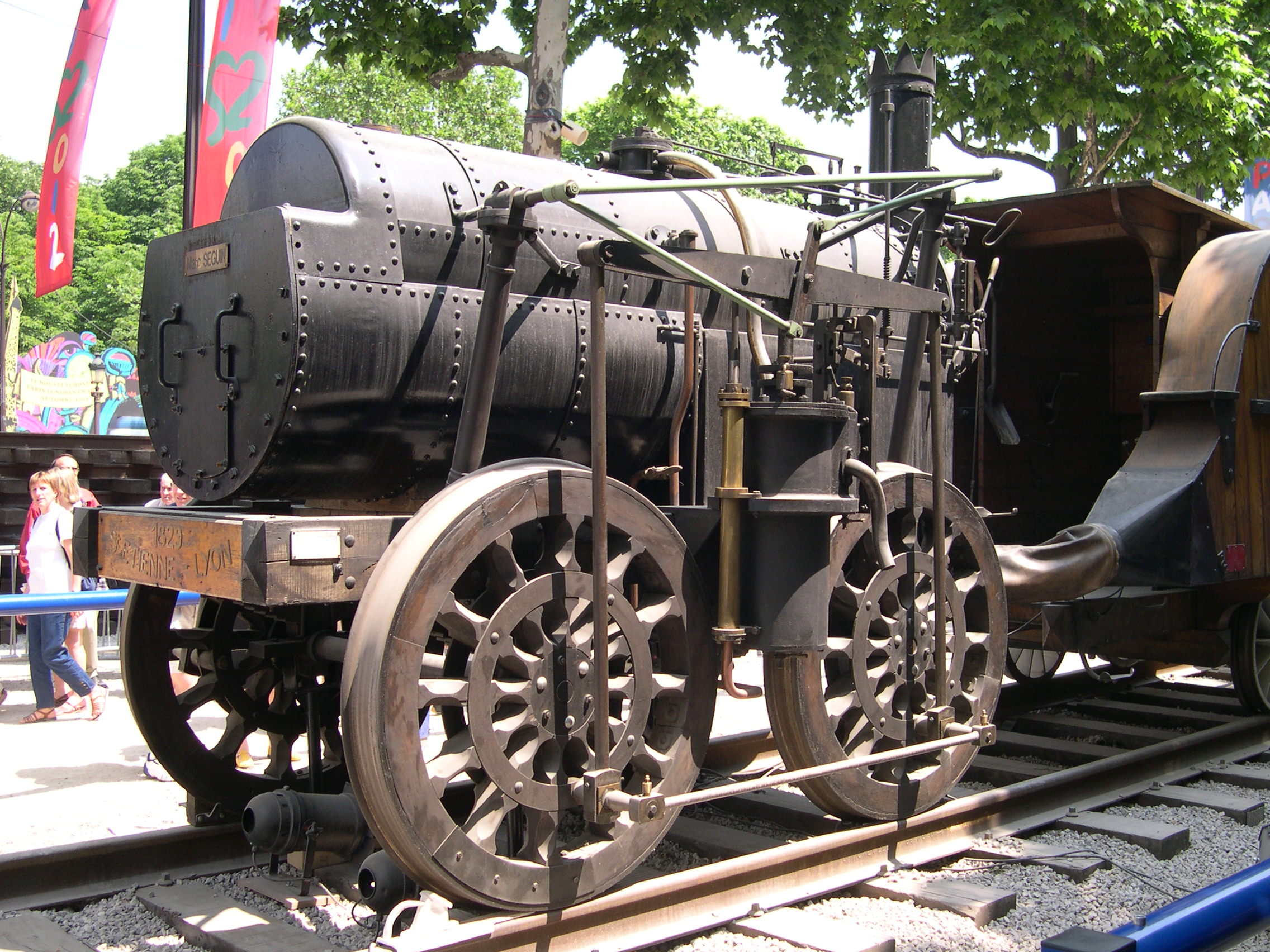
Parowóz Marca Seguina z 1844

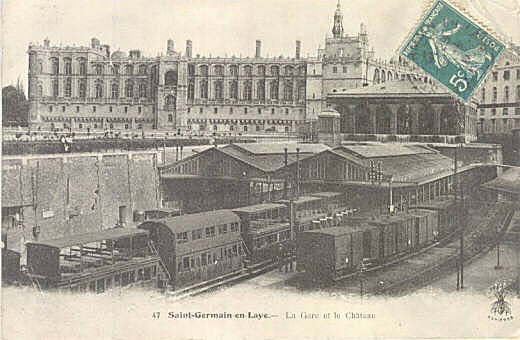
Dworzec Saint-Germain-en-Laye kolei CF de l’Ouest. Warto zwrócić uwagę na wagony z „imperialem”, charakterystyczne dla wczesnych pociągów podmiejskich Paryża

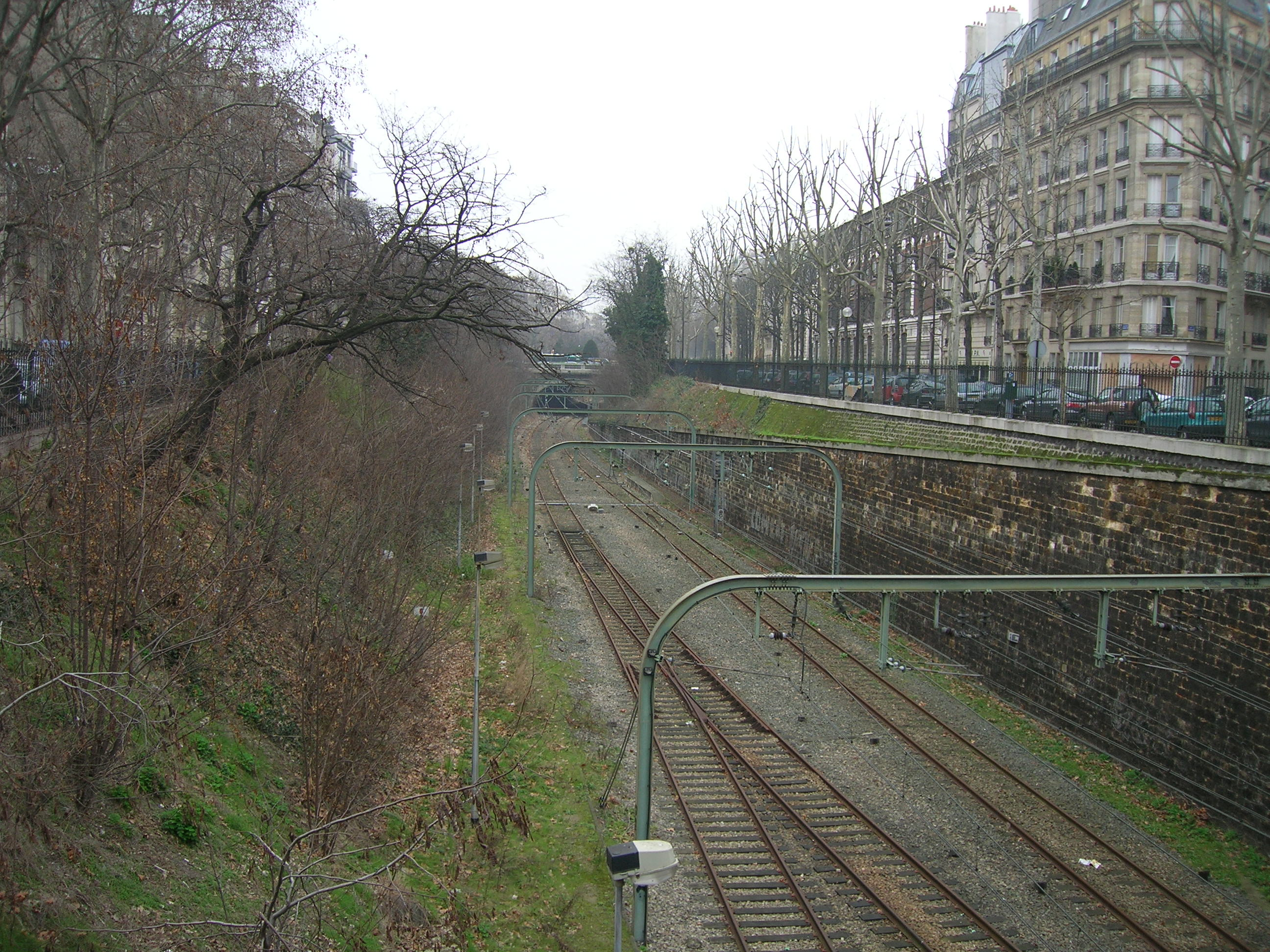
Paryż, fragment linii Petite Ceinture (bez normalnego ruchu)

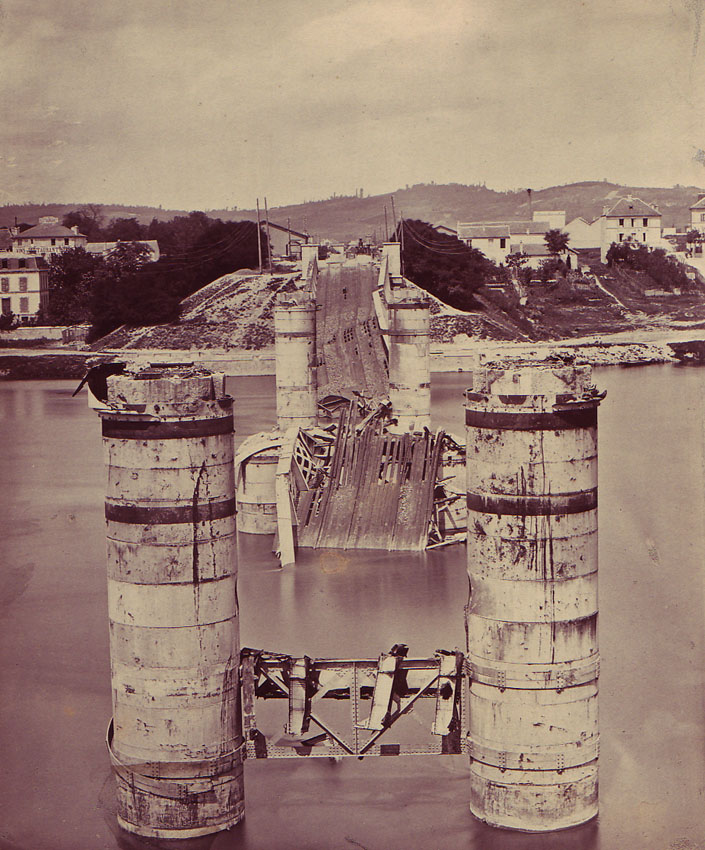
Most na Sekwanie pod Argenteuil, zniszczony w wojnie z lat 1870–1871.

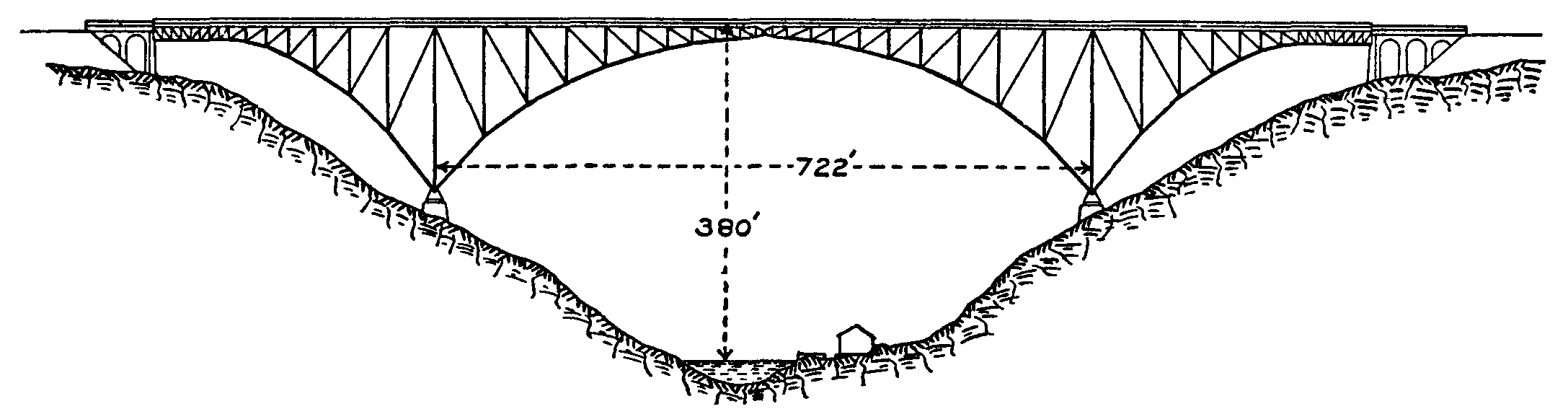
Langwedocja: wiadukt Viaur, rozpiętość łuku 220 m

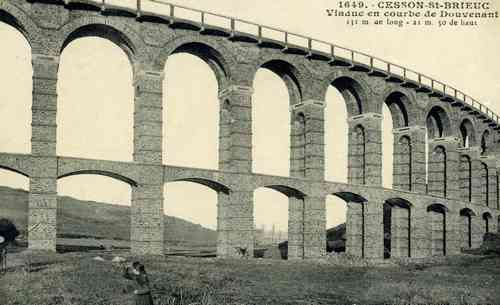
Normandia: wiadukt Douvenant na kolei lokalnej CF des Côtes-du-Nord z 1905

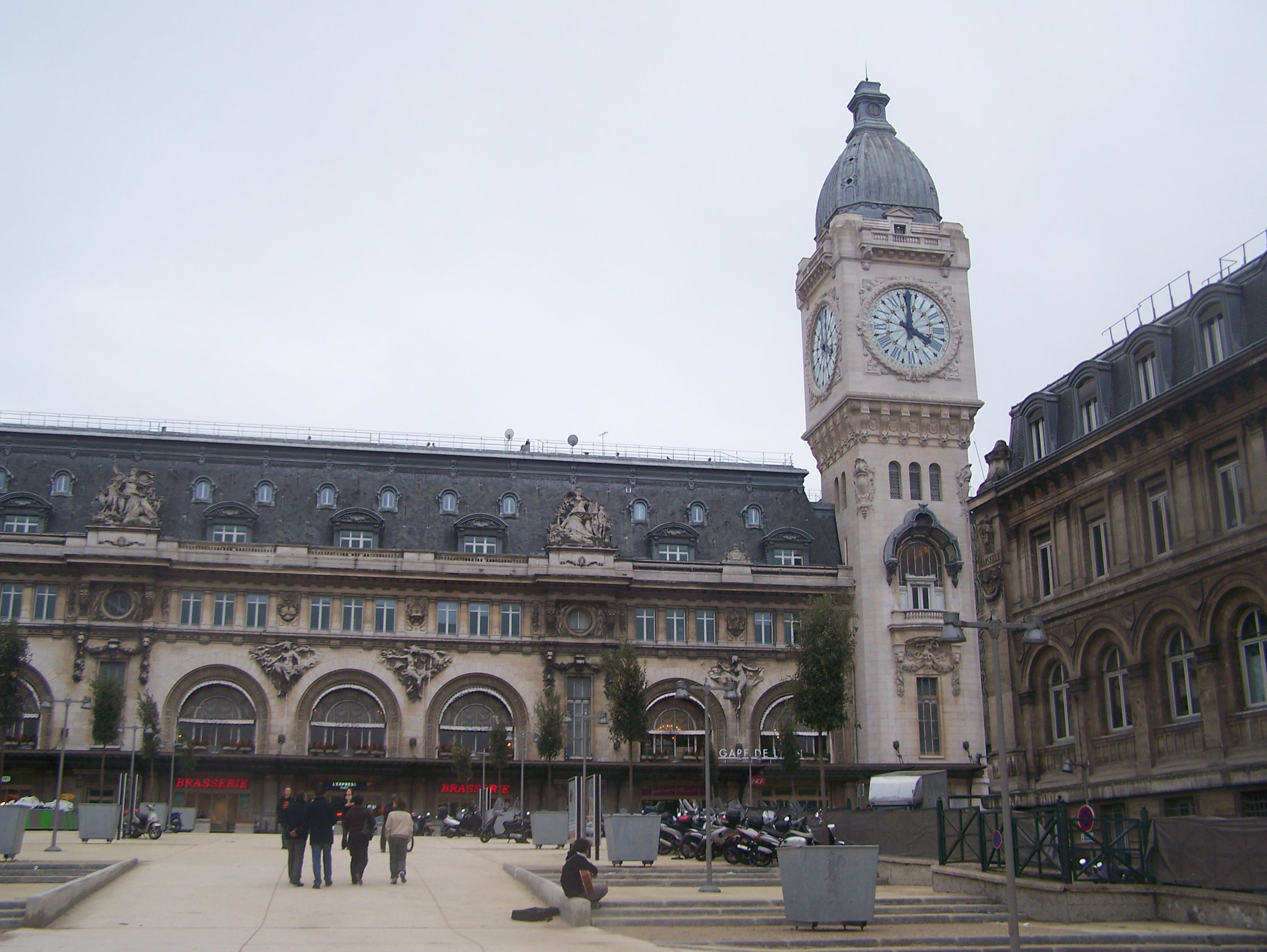
Paryż, drugi Gare de Lyon z 1900

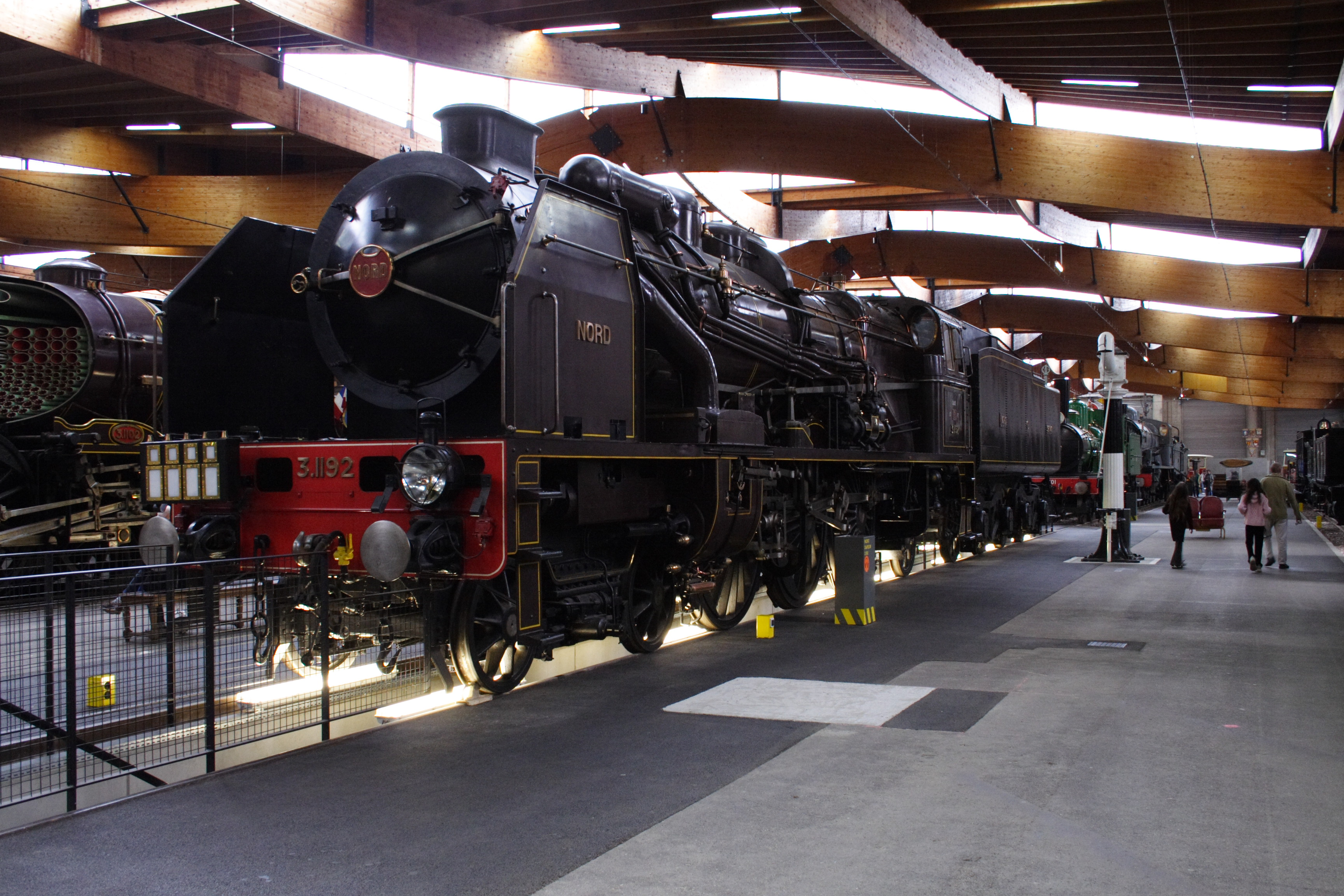
Parowóz CF Nord w Narodowym Muzeum Kolei w Miluzie

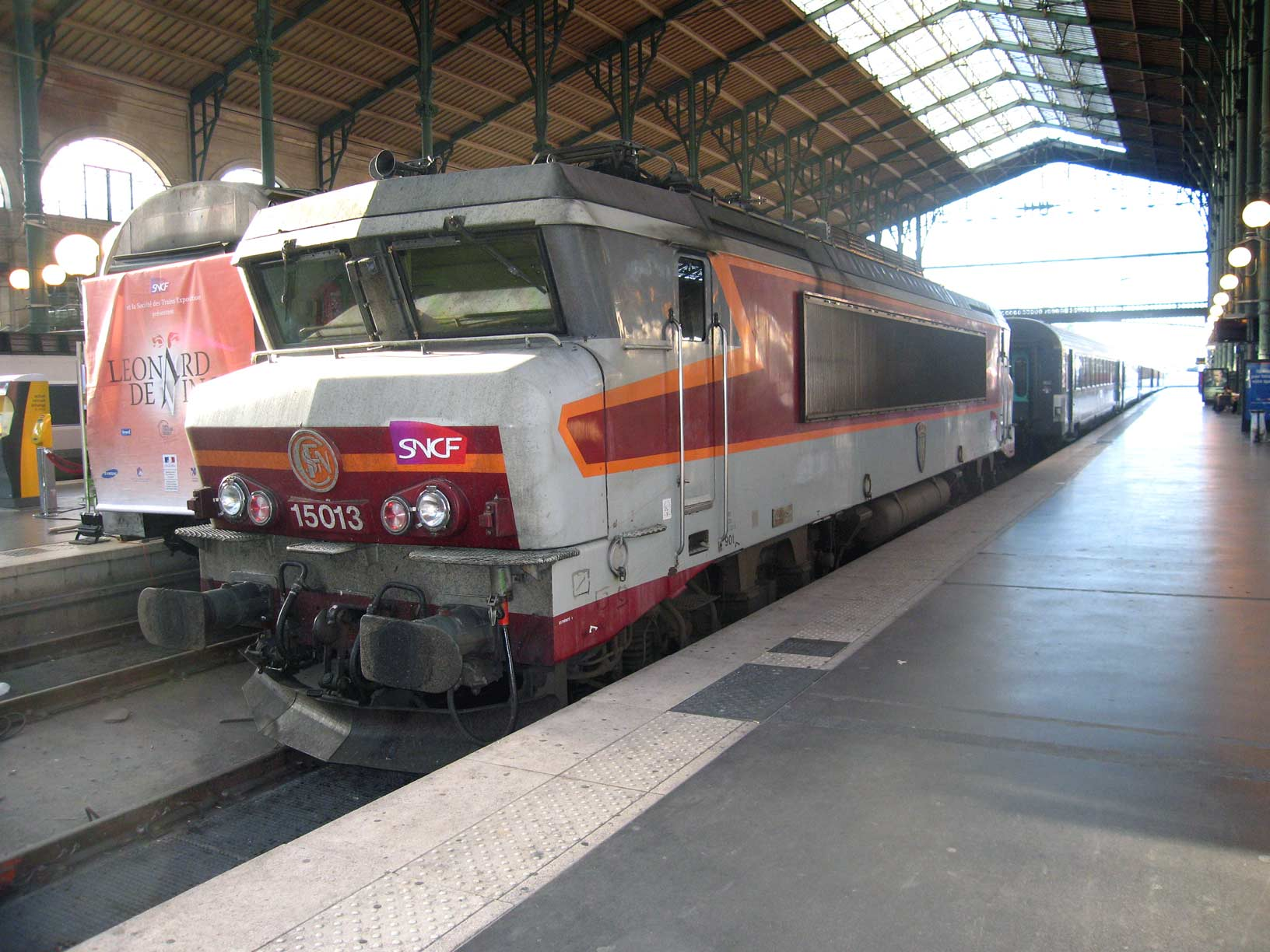
Elektrowóz typu BB 15000 na Gare du Nord w Paryżu

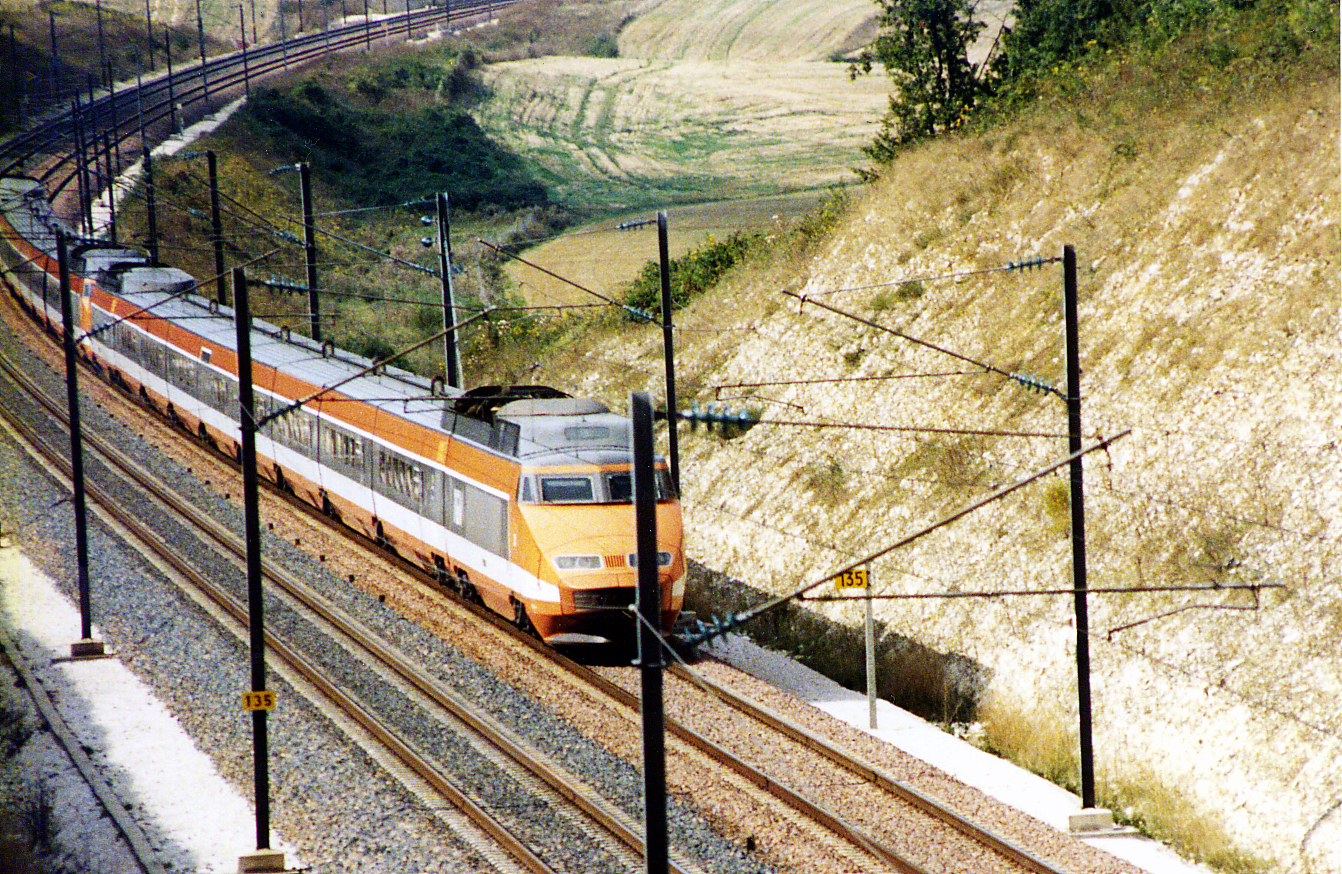
Pociąg TGV na linii LGV Sud-Est, 1987 r.

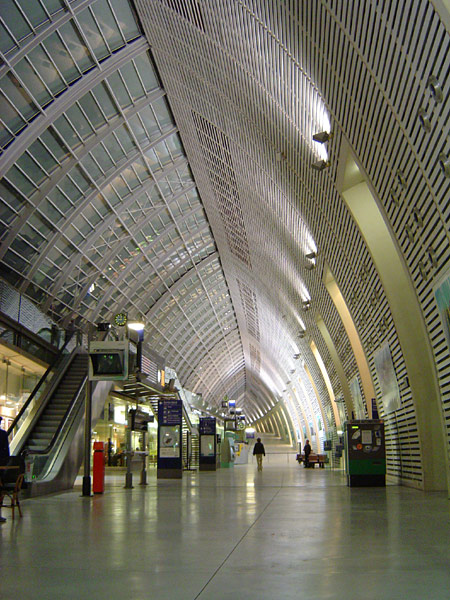
Hala budynku recepcyjnego dworca Avignon-TGV, otwartego w 2001 r.

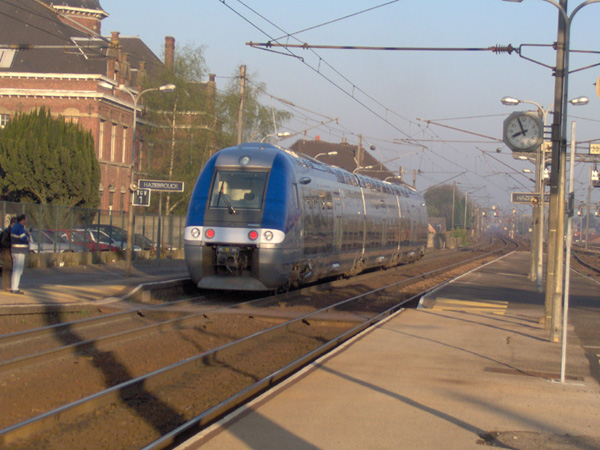
Modernizacja połączeń regionalnych „TER” dała w 2006 9,6% wzrostu liczby pasażerów; spalinowy zespół trakcyjny BCG

## Początki
We Francji kolej pojawiła się niezależnie w kilku prowincjach, głównie jako linie towarowe łączące okręgi przemysłowe z siecią wodną. System kolejowy objął najpierw północną część kraju; przed 1850 r. powstało m.in. kilka linii wylotowych z Paryża.
- 1827 – powstała kolej konna Saint-Étienne – Andrézieux (Lyonnais), łącząca kopalnie węgla z portem na Loarze; w 1832 uruchomiono na niej ruch pasażerski; 1833 – ukończenie linii Saint-Étienne – Lyon (Perrache), na tej linii w 1834 wprowadzono parowozy Marca Seguina; w 1837 sieć liczyła ok. 120 km linii; w 1844 wprowadzono trakcję parową na linii do Andrézieux;
- 1832 – powstała kolej (konna?) Alès – Nîmes – Beaucaire (Langwedocja), przedłużona w 1837 do La Grand-Combe;
- 24 sierpnia 1837 – otwarcie parowej chemin de fer de Paris à Saint-Germain, początkowo do Le Pecq, przedłużenie przez Sekwanę do Saint-Germain-en-Laye otwarto w 1847; linia wyjątkowa wśród wczesnych kolei, bo służąca głównie ruchowi pasażerskiemu;
- 1838 – kolej Abscon – St Waast (Flandria);
- 1839 – otwarcie kolei parowych Montpellier – Cette (dzisiejsza ortografia: Sète; przedłużona do Nîmes), Langwedocja (głównie ruch pasażerski) oraz kolei Miluza – Thann (Alzacja);
- 1840 – otwarcie kolei Paryż (Montparnasse) – Wersal (głównie ruch pasażerski); CF Versailles-Rive Gauche;
- 1840–1841 – powstały koleje Paryż (Orlean) – Corbeil, Benfeld – Colmar (Alzacja), Bordeaux – La Teste;
- 1846 – otwarcie kolei podmiejskiej Paryż (Denfert-Rochereau) – Sceaux, CF de Sceaux; interesującą cechą tej kolei były stacje końcowe rozwiązane w formie pętli (parowozy były specjalnej konstrukcji, umożliwiającej pokonywanie ciasnych łuków); obecnie stanowi ona linię RER B.

## Budowa sieci
- 1841 – przyjęcie ustawy o budowie kolejowej „réseau national” (sieci krajowej), której główne linie zbiegałyby się w Paryżu (skąd nazwa: „étoile de Legrand”[a]); budową i eksploatacją zająć się miały prywatne towarzystwa, którym wydano by długoletnie koncesje;
- 1841–1844 – powstanie kolei Strasburg – Bazylea; pierwszej linia dalekobieżna we Francji i pierwszej w Europie kolei przekraczającej granicę państwową;
- 1844 – otwarcie kolei Paryż – Épernay; w 1852 przedłużono ją do Strasburga (CF Paris à Strasbourg);
- 1846 – powstała kolej Paryż – Beaumont-sur-Oise – Amiens – Arras – Douai – Lille (CF Nord barona Jamesa Rotschilda);
- 1847–1849 – budowa kolei Marsylia – Awinion, dziewięć parowozów Roberta Stephensona;
- 1850–1859 – budowa linii Paryż – Dijon – Lyon – Awinion – Marsylia (CF PLM) i linii Paryż – Orlean – Tours – Angoulême – Bordeaux (CF Orléans);
- 1850 – Paryż: otwarcie Gare de l’Est, najbardziej „klasycznego” z dworców czołowych;
- 1857 – otwarcie kolei Bordeaux – Agen – Tuluza – Narbonne – Sète; CF Midi;
- 1867 – otwarcie pierwszych kolei lokalnych („chemins de fer locaux”), budowanych z mniej ostrymi standardami technicznymi;
- 1869 – otwarcie ostatniego odcinka Petite Ceinture (budowanej od 1852), małej obwodnicy Paryża, zbudowanej jako wspólna inwestycja kolei obsługujących stolicę dla integracji ich linii; linia służyła jako kolej miejska do otwarcia sieci metra;
- 1877 – otwarcie Grande Ceinture, wielkiej obwodnicy Paryża przeznaczonej dla tranzytowego ruchu towarowego;
- 1884 – Owernia: otwarcie wiaduktu Garabit koło Ruynes-en-Margeride, konstrukcji G. Eiffela (dwuprzegubowy łuk kratowy, rozpiętość 165 m); CF Midi;
- 1902 – Langwedocja: otwarcie wiaduktu Viaur koło Rodez, konstrukcji P. J. Bodina (łuk dwuwspornikowy, kratowy, rozpiętość 220 m); CF Midi.

W 1875 sieć kolejowa we Francji liczyła ok. 25 tys. kilometrów linii i obejmowała już wszystkie główne linie dalekobieżne. W 1876 Charles de Freycinet wystąpił z planem budowy dalszych 10 tys. km linii uzupełniających. Budowa kolei lokalnych postępowała do 1914. Część z nich była wąskotorowa i miała charakter tramwajów parowych (np. prowadzenie poboczem dróg).
W 1855 rząd interweniował w prywatny system kolejowy, wymuszając fuzje wielu małych zarządów kolejowych. Do 1860 ukształtował się układ sześciu zarządów kolejowych, działających na zasadzie regionalnej, który zasadniczo przetrwał do nacjonalizacji. Ich główne linie w końcu XIX wieku przedstawiały się następująco:
- Chemin de fer de l’Ouest eksploatowała pięć „grandes lignes” (magistral wychodzących z Paryża):

1) Paryż (St Lazare) – Rouen – Hawr;
2) Paryż (St Lazare) – Evreux – Cherbourg,
3) Paryż (St Lazare) – Argentan – Granville,
4) Paryż (Montparnasse) – Le Mans – Rennes – Brest;
5) Paryż (St Lazare) – Dieppe;
W 1908 CF Ouest została przejęta przez państwo i zjednoczona z CF État.
- Chemin de fer du Nord eksploatowała cztery „grandes lignes”:

1) Paryż (Nord) – Creil – Amiens – Calais;
2) (Paryż – Creil -) Amiens – Arras – Lille (granica belgijska);
3) (Paryż -) Creil – Saint-Quentin – Maubeuge (granica belgijska);
4) Paryż (Nord) – Laon – Hirson;
- Chemin de fer de l’Est eksploatowała dwie „grandes lignes”:

1) Paryż (Est) – Châlons-sur-Marne – Avricourt (granica niemiecka po 1871, dalej do Strasburga);
2) Paryż (Est) – Troyes – Belfort (- Miluza);
- Chemin de fer Paris-Lyon-Méditerranée (PLM), stworzona na bazie kolei Langwedocji i Prowansji, eksploatowała trzy „grandes lignes”:

1) Paryż (Lyon) – Dijon – Lyon – Awinion – Marsylia – Nicea;
2) Paryż (Lyon) – Nevers – St Germain-des-Fossés – Lyon;
3) Lyon – Nîmes – Montpellier na prawym brzegu Rodanu;
- Chemin de fer d’Orléans eksploatowała trzy „grandes lignes”:

1) Paryż (Orléans) – Orlean – Tours – Angoulême – Bordeaux;
2) Paryż (Orléans) – Orlean – Vierzon – Limoges – Capdenac – Tuluza;
3) Tours – Nantes – Quimper – Landerneau.
W 1934 kolej dokonała fuzji z CF Midi.
- Chemins de fer de l'État (kolej państwowa) w postaci ukształtowanej w 1878 eksploatowała trzy linie główne:

1) Tours – Saintes;
2) Tours – Les Sables d’Olonne;
3) Nantes – La Rochelle – Saintes – Bordeaux.
- Chemin de fer du Midi, jedyna kolej znaczenia państwowego nieobsługująca Paryża, eksploatowała trzy linie główne:

1) Bordeaux – Agen – Tuluza – Narbona – Montpellier;
2) Bordeaux – Bajonna – Hendaye;
3) Bajonna – Tarbes – Tuluza.
Po przegranej przez Francję wojnie z Prusami sieć kolejowa Alzacji i włączonej do Rzeszy Niemieckiej części Lotaryngii przeszła pod zarząd specjalnie utworzonej dyrekcji Kaiserliche General-Direktion der Eisenbahnen in Elsaß-Lothringen (KDEL). Sieć została rozbudowana z 768 do 2030 km, gruntownej przebudowie poddano też węzły w Metzu, Sztrasburgu i Miluzie. Po I wojnie światowej sieć przeszła pod zarząd państwowy francuski; pozostałością po epoce niemieckiej jest utrzymywany nadal ruch prawostronny (w pozostałej części Francji – lewostronny).
- 17 września 1871 – otwarcie pierwszego tunelu alpejskiego, tunelu Fréjus (inaczej Tunel Mont-Cenis) między Modane (Sabaudia) a Bardonecchią (Piemont), o długości 12,8 km.

## Pierwsze elektryfikacje
- 1900 – kolej CF Paris-Orléans: elektryfikacja trzecią szyną podejścia do dworca Orsay w Paryżu; początek elektryfikacji systemu podmiejskiego tej kolei;
- 1901 – kolej CF de l'État: elektryfikacja linii Paryż (Invalides) – Wersal; wprowadzenie sterowania ukrotnionego, początek elektryfikacji sieci podmiejskiej tej kolei; obie sieci zasilania dolnego przebudowane na przewody górne do 1978 r.

## Modernizacja
- 1926 – elektryfikacja linii Paryż – Vierzon (kolej CF Paris-Orléans), =1500 V;
- 1933 – wprowadzenie luksusowych spalinowych szynobusów pasażerskich „Autorail Bugatti” zwanych także „Présidentiel” na kolei francuskiej, które osiągały prędkość 140 km/h na trasie Paryż - Hawr[1] i jeździły do Strasburga z prędkością 146 km/h[2].
- 1938 – upaństwowienie kolei, powstanie SNCF.

Niebagatelne osiągnięcia miały również pociągi parowe, zwłaszcza na sieci CF Nord. W 1935 ekspres Pullmana połączył Paryż z Brukselą w trzy godziny, osiągając prędkość średnią 103 km/h (między zatrzymaniami maksymalna handlowa 108 km/h).
Wszystkie parowozy zostały wyposażone w urządzenia monitorujące prędkość, ostrzegające o sygnałach i awaryjnie zatrzymujące pociąg przy przejechaniu sygnału „stój”.
- 1954 – kolej SNCF: Valenciennes – Thionville, jednofazowa elektryfikacja próbna we Francji (~25 kV 50 Hz);
- 1956 – wprowadzenie klimatyzowanych wagonów pasażerskich na kolei francuskiej (Mistral)[3]
- 1965 – podwyższenie prędkości na kolei francuskiej do 160 km/h (pociąg elektryczny Mistral z Paryża do Nicei)[4]
- 1966 – kolej SNCF: Paris Nord – Lille Flandres – pierwsza wielka elektryfikacja jednofazowa we Francji (~25 kV 50 Hz)
- 1967 – uruchomienie pierwszej w Europie linii kolejowej z prędkością 200 km/h, łączącej Paryż z Tuluzą pociągiem elektrycznym Le Capitole[5]
- 1969 – uruchomienie pierwszej średnicy paryskiej SKR: linii A kolei RER (zarządzana przez RATP);
- 1979 – Paryż: otwarcie drugiej średnicy kolei RER po ukończeniu tunelu między dworcami Orsay i Invalides (linia C, SNCF); 1983 – ukończenie średnicy linii B (RATP), 1995 linii D, 1999 częściowe otwarcie średnicy linii E (obie SNCF); system kolei aglomeracyjnych w Paryżu (w tym RER) stanowił w 2006 r. 40% wszystkich planowych połączeń sieci SNCF i obsługiwał 80% wszystkich podróży pociągami sieci krajowej;
- 1981 – otwarcie LGV Sud-Est, pierwszej linii wysokich prędkości TGV we Francji (260 km/h) łączącej Paryż z Lyonem (SNCF);
- 1989–1990 – otwarcie LGV Atlantique (Paryż – Le Mans/Tours);
- 1989 – modernizacja kolei po tragicznym wypadku na Grand de Lyon
- 18 maja 1990 – światowy rekord prędkości pociągu TGV: 515,3 km/h;
- 1993 – otwarcie LGV Nord (Paryż – Lille – granica belgijska);
- 1994 – otwarcie Eurotunelu pod kanałem La Manche;
- 1997 – odłączenie zarządu infrastruktury od przewoźnika, stworzenie Réseau ferré de France (RFF);
- 2001 – otwarcie LGV Méditerranée (Valence – Marsylia/Nîmes);
- 2007 – otwarcie LGV Est Paryż – Baudrecourt (- Strasburg); 3 kwietnia 2007 padł kolejny rekord prędkości pociągu: na linii LGV Est specjalny pociąg TGV osiągnął 574,8 km/h.

## Ważniejsi producenci taboru
- Société Alsacienne (SACM); zał. 1839 w Miluzie jako André Koechlin & Cie; 1878 przeniesione do Belfort (pozostała w Alzacji część firmy funkcjonowała do 1918 w połączeniu z inną fabryką w Sztrasburgu jako Elsäßische Maschinenbau-Gesellschaft Grafenstaden EMBG); 1928 fuzja z Thomson-Houston, utworzenie Alsthom;
- Etablissements Cail (Chaillot), prod. parowozów od 1844, w tym maszyn typu „Crampton”, znanych z osiągania dużych prędkości; 1958 fuzja z Fives-Lille;
- Fives-Lille, zał. 1861 (Fives koło Lille); od 1958 Fives Lille-Cail, od 1973 Fives-Cail-Babcock;
- Franco-Belge
- Schneider (Le Creusot, Burgundia)